# Ingeborg Uggla-Rosén
Ingeborg Uggla-Rosén, född Uggla 1 februari 1914 i Shiraz, Persien, död 26 januari 1977 i Ängelholm, var en svensk musiker, målare och tecknare.
Hon var dotter till översten i det persiska gendarmeriet Allan Uggla och Ida, född Petersén, samt från 1963 gift med disponenten Gösta Gabriel Rosén. Efter musikstudier i London 1932–1933 studerade hon konst för William Frank Calderon vid Spanska akademin i Rom 1938 och vid Lhotes målarskola i Paris 1939. Därefter studerade hon en period på egen hand innan hon fortsatte sina studier vid Grünewalds målarskola i Stockholm 1941–1943. När gränserna öppnades efter andra världskriget reste hon på längre studieresor till Rom och Sicilien. Hon var anställd som teckningslärare 1957–1959. Hon medverkade i Nationalmuseums utställning Unga tecknare i mitten av 1940-talet och därefter i utställningar med provinsiell konst. Hennes konst består av figurmotiv, stilleben och landskapsskildringar utförda i olja, akvarell, gouache eller som blyertsteckningar.